# 2MASS J04430581-3202090
2MASS J04430581-3202090 ist ein Brauner Zwerg im Sternbild Grabstichel. Er wurde 2003 von Tim R. Kendall et al. entdeckt. Er gehört der Spektralklasse L5 an.